# Saint-Hilaire-du-Bois (Charente-Maritime)
Saint-Hilaire-du-Bois is een gemeente in het Franse departement Charente-Maritime (regio Nouvelle-Aquitaine) en telt 274 inwoners (2005). De plaats maakt deel uit van het arrondissement Jonzac.

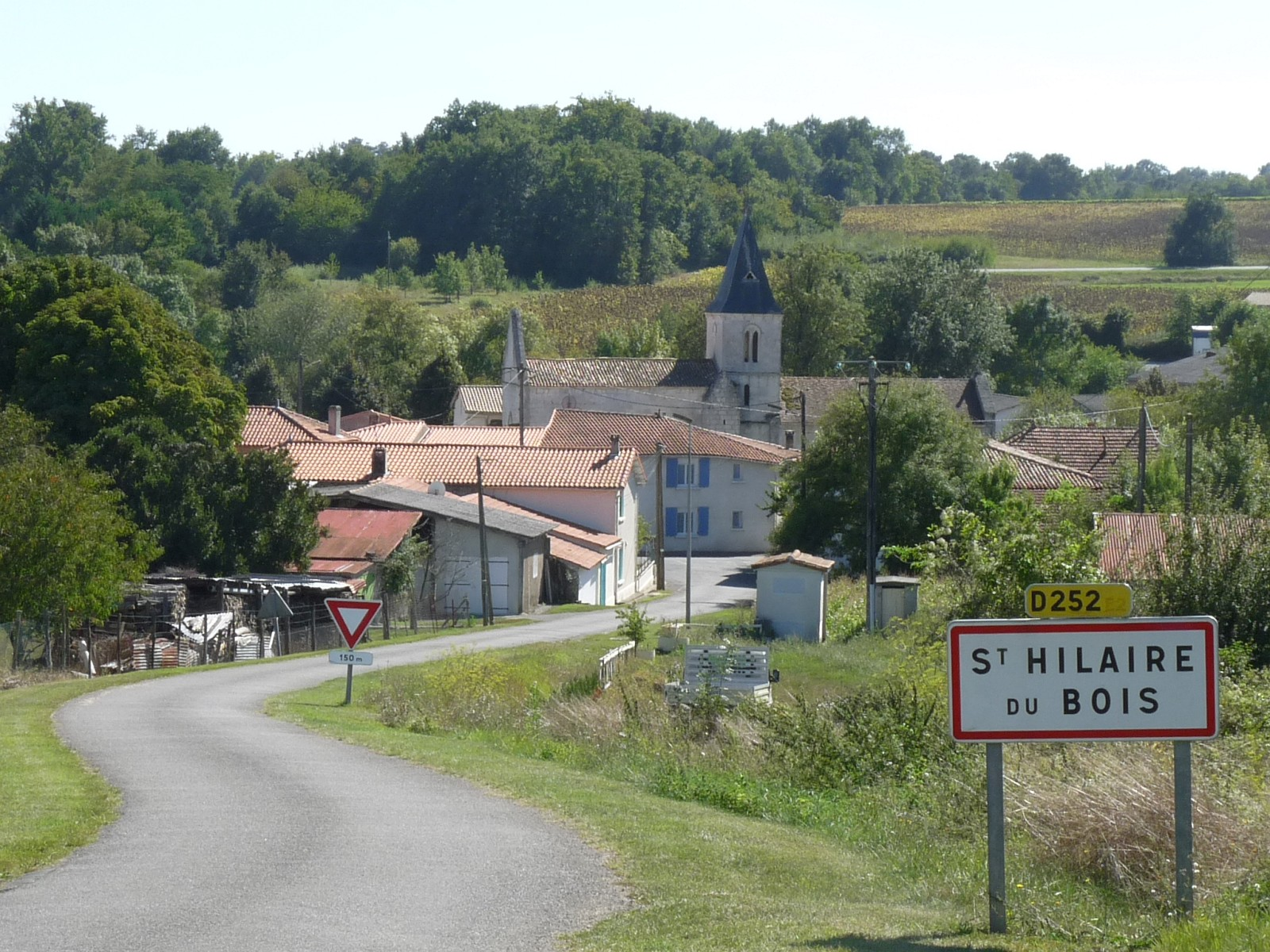
Saint-Hilaire-du-Bois
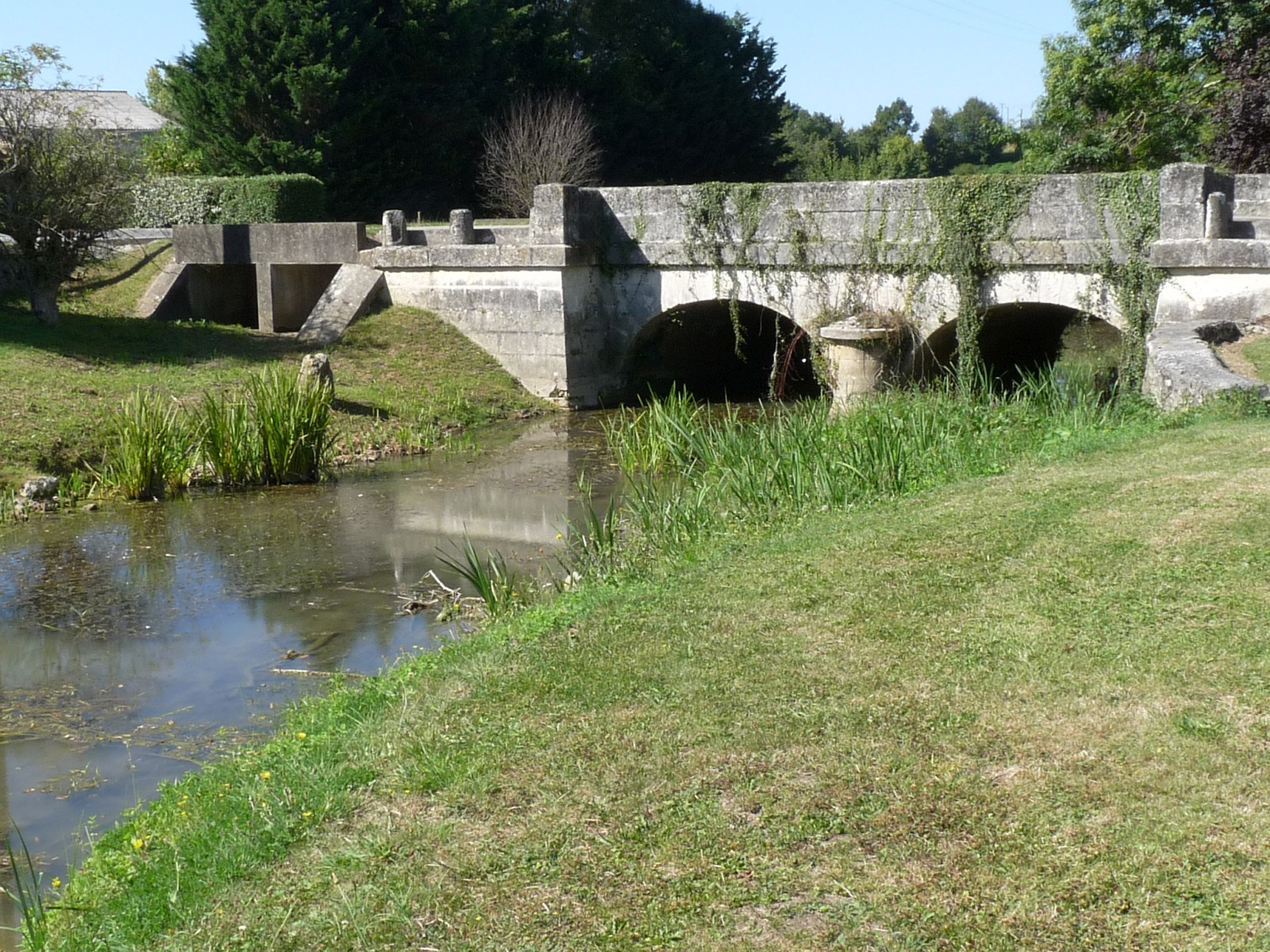
Rivier de Maine bij Saint-Hilaire-du-Bois
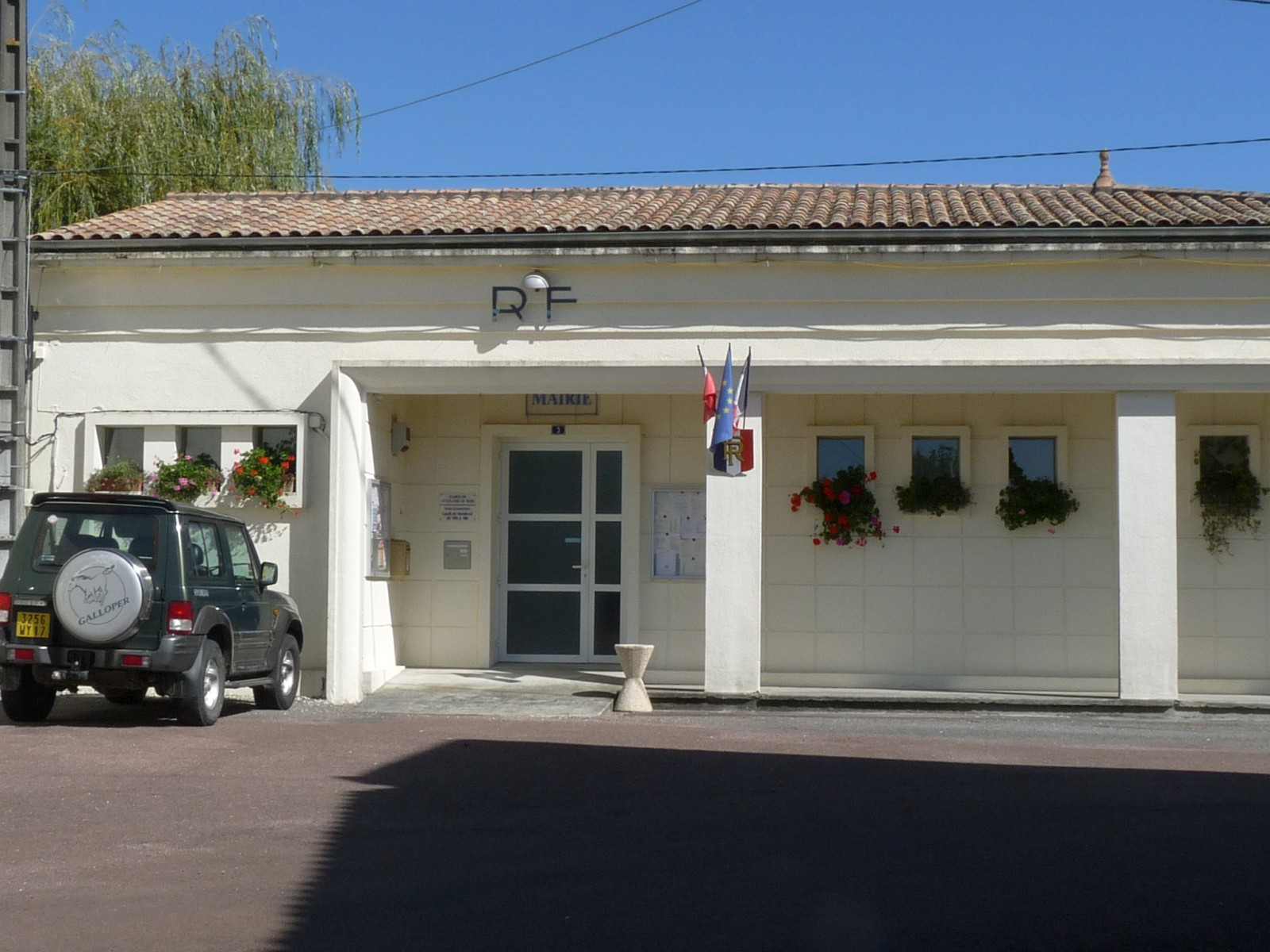
Gemeentehuis

## Geografie
De oppervlakte van Saint-Hilaire-du-Bois bedraagt 7,6 km², de bevolkingsdichtheid is 36,1 inwoners per km².
De onderstaande kaart toont de ligging van Saint-Hilaire-du-Bois (Charente-Maritime) met de belangrijkste infrastructuur en aangrenzende gemeenten.

## Demografie
Onderstaande figuur toont het verloop van het inwonertal (bron: INSEE-tellingen).